# 秦野市立東中学校
秦野市立東中学校（はだのしりつ ひがしちゅうがっこう）は、神奈川県秦野市寺山にある公立中学校。

## 沿革
- 1947年（昭和22年）
  - 5月 - 東秦野村立東秦野中学校として、東秦野村立東秦野小学校（現：秦野市立東小学校）の校舎3階を間借りして開校。当時は職員9名、生徒297名であった。
  - 5月 - 校章制定。
- 1948年（昭和23年） - 第2棟増築。
- 1949年（昭和24年） - 運動場整備完了。
- 1965年（昭和40年） - 体育館完成。
- 1970年（昭和45年） - プール完成。
- 1984年（昭和59年） - 4階建新校舎落成。
- 1990年（平成2年） - 特別教室棟竣工。
- 2008年（平成20年） - 新体育館完成。旧体育館の西側に新体育館が建築された。
- 2014年（平成26年） - 旧体育館跡地にテニスコートが完成。
- 2021年（令和3年） - 給食が開始され、エレベーターが設置される。

## 教育目標
「たくましさ あたたかさ しなやかさをもった生徒」（安心・安全な教育環境と秩序と活力ある学校づくり）

## 通学区域
（カッコ内は番地で表す）
- 寺山
- 小蓑毛
- 蓑毛
- 落合（4～346、356～357、361、363、457～458、470～471、475以降）
- 名古木（1、2、12-1、15～340、341-1、342～367、431～435、440、440-2、444以降）
- 東田原（51、200、261番13～17、261番19～26、269番10～12、294、296～314、317～320、327～368を除く）
- 西田原（1312～1314を除く）
- 下落合（一部）

## 部活動
2024年度時点の活動状況。一部の部活動においては地域クラブチーム化が進んでいる。

### 運動部
- 野球部
- 陸上競技部
- ソフトテニス部（男女別）
- バスケットボール部（男女別）
- 女子バレーボール部
- 卓球部（男女別）
- 柔道部

### 文化部
- 吹奏楽部
- 美術部

## 周辺
- 秦野市立東小学校
- 秦野市立東幼稚園
- 秦野市立東公民館
- 県道70号（秦野清川線）